# 海科·施瓦茨
海科·施瓦茨（德語：Heiko Schwartz，1911年9月21日—1973年10月29日），德国男子游泳、水球运动员。他曾代表德国参加1932年和1936年夏季奥林匹克运动会，其中1932年奥运会获得一枚银牌。